# La Torre Oscura VII: la Torre Oscura
La Torre Oscura es la séptima novela en la saga de La Torre Oscura, de Stephen King, publicada por Grant el 21 de septiembre de 2004 (fecha de cumpleaños de King) e ilustrada por Michael Whelan.
La novela ganó el Premio Británico de Fantasía en 2005.

## Argumento
Siguiendo donde el sexto libro quedó, Jake Chambers y el Padre Callahan se enfrentan a la malvada infección dentro del Dixie Pig, un salón de vampiros en la ciudad de Nueva York con carne humana asada y puertas a otros mundos. Luego de luchar y destruir a numerosos "hampones" y vampiros tipo uno, Callahan se sacrifica para permitir que Jake sobreviva. En el otro mundo, en Fedic, Mia, con su cuerpo ahora físicamente separado de Susannah Dean, da a luz a Mordred Deschain, el hijo biológico de Roland Deschain y Susannah. El Rey Carmesí, de alguna forma, es también "co-padre" de este hijo profético, por lo que no es sorpresivo cuando el primer ataque del "bebé" Mordred consiste en transformarse en una criatura con forma de araña y hacerse un festín con su madre biológica. Susannah agarra una pistola, hiere pero no logra asesinar a Mordred, elimina a otros agentes del Rey Carmesí y escapa para encontrarse con Jake. Madurando a un ritmo acelerado, Mordred luego persigue a Roland y los otros pistoleros a lo largo de esta aventura, cambiando de su forma humana a la de araña, según las circunstancias, lleno de una furia instintiva contra Roland, su "papi blanco".
En Maine, Roland y Eddie reclutan a John Cullum, y luego hacen su camino de vuelta a Fedic, donde el ka-tet se reúne. Walter (conocido en otras historias como Randall Flagg) tiene sueños de grandeza en los que plantea matar a Mordred y usar la marca de nacimiento en el talón del mismo para ganar acceso a la Torre, pero es fácilmente asesinado por el infante cuando Mordred mira a través de sus mentiras.
Roland y su ka-tet viajan a Thunderclap, luego al cercano Devar-Toi, para detener a un grupo de psíquicos conocidos como Disgregadores, quienes permiten que sus habilidades telepáticas sean utilizadas para dañar a los haces que soportan a la Torre. Ted Brautigan y Dinky Earnshaw ayudan a los pistoleros dándoles información y armas, y reúnen a Roland con su viejo amigo Sheemie Ruiz, de Mejis. Los pistoleros liberan a los Disgregadores de sus captores, pero Eddie es mortalmente herido luego de la batalla y muere poco tiempo después. Roland y Jake se detienen para lamentarse y luego saltan al Maine de 1999 junto con Acho, para salvar la vida de Stephen King (a quien el describe como un personaje secundario omnisciente en el libro). El ka-tet ha llegado a creer que por alguna razón inexplicable, el éxito de su búsqueda depende de que King sobreviva para escribir sobre la misma a través de sus libros.
Descubren a King a punto de ser atropellado por una camioneta. Jake empuja a King pero muere en el proceso. Roland, con el corazón destruido por la pérdida de la persona a quien considera su verdadero hijo, entierra a Jake y vuelve con Acho a Fedic, donde se encuentra Susannah, y donde al principio son perseguidos implacablemente a través de las profundidades del Castillo Discordia por un monstruo de otro mundo, y luego parten y viajan por semanas a través de las heladas tierras yermas, hacia la Torre.
En el viaje encuentran a Patrick Danville, un joven mantenido prisionero por alguien que se llama a sí mismo Joe Collins pero que en realidad es un vampiro psíquico llamado Dandelo. Este último se alimenta de las emociones de sus víctimas, y comienza a alimentarse de Roland y Susannah contándoles chistes. Los pistoleros son alertados del peligro por Stephen King, quien les arroja pistas directamente al libro, permitiéndoles vencer al vampiro. Descubren a Patrick en el sótano, y se dan cuenta de que Dandelo le quitó la lengua. Patrick es liberado y pronto su talento especial se hace evidente: sus dibujos y pinturas tienen la extraña tendencia de convertirse en realidad. Mientras su viaje los acerca cada vez más a la Torre Oscura, Susannah llega a la conclusión de que Roland debe completar su viaje sin ella. Luego de descubrir las habilidades mágicas de Patrick en sus dibujos, Susannah le pide que dibuje una puerta que ella ha visto en sus sueños, la cual la lleva fuera de este mundo. El lo hace y una vez que la puerta aparece, Susannah se despide de Roland y cruza hacia otro mundo.

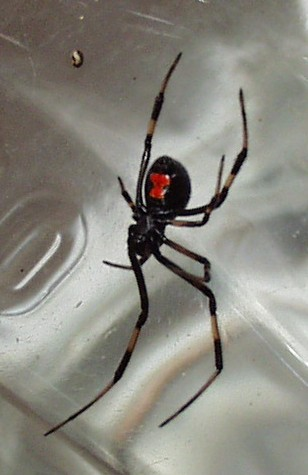
Mordred puede transformarse en una enorme Viuda negra americana

Finalmente, Mordred alcanza y ataca a Roland. Acho defiende ferozmente a su dinh, otorgándole a Roland los segundos adicionales que necesita para exterminar al hombre-araña. Desafortunadamente, Acho es empalado en la rama de un árbol y muere. Roland continúa hacia su meta final y alcanza la Torre, solo para encontrarla ocupada por el Rey Carmesí. Permanecen paralizados por algunas horas, hasta que Roland usa las habilidades especiales de Patrick para dibujar una imagen del Rey Carmesí y luego borrarla, de esta forma eliminando su existencia. Roland se gana la entrada a la Torre mientras Patrick se vuelve a casa. La última es la de Roland exclamando los nombres de sus amados y compañeros caídos, tal como prometió hacerlo. La puerta de la Torre Oscura se cierra mientras Patrick mira desde la distancia.
La historia luego cambia a Susannah, atravesando la puerta mágica hacia un Nueva York alternativo en el año 1980, donde Gary Hart es presidente. Susannah arroja la pistola de Roland (la cual no funciona de este lado de la puerta), rechazando la vida de pistolero, y comienza una nueva vida con versiones alternativas de Eddie y Jake, quienes en este mundo son hermanos con el apellido Toren. Sólo tienen recuerdos muy vagos de su viaje previo con Susannah, cuyos propios recuerdos de Mundo-Medio ya comienzan a desdibujarse. Está implícito que una versión alternativa de Acho, un perro con un largo cuello cuyos ladridos a veces suenan como palabras, también los acompañará. 
Stephen King incluye un "epílogo" que advierte a los lectores de cerrar el libro en este punto, considerar la historia como terminada con un final feliz, y no aventurarse dentro de la Torre con Roland. Para aquellos que no presten atención a la advertencia, la historia culmina con Roland subiendo la Torre Oscura. Se da cuenta de que la Torre no está realmente hecha de piedra, sino de un tipo de carne: es el cuerpo físico de Gan. Al subir los escalones, va encontrando habitaciones en las cuales halla objetos de su pasado, así como olores e imágenes en las paredes de piedra. Finalmente, al llegar al último piso, encuentra una puerta marcada como "ROLAND", y la abre. Instantáneamente Roland se da cuenta, para su horror, de que ha llegado a la Torre innumerables veces anteriormente. Es forzado a través de la puerta por las manos de Gan, sólo para ser transportado de vuelta en el tiempo al desierto de Mohaine, sin recuerdos de lo que recién ocurrió, terminando la serie donde comenzó en la primera línea del primer libro: "El hombre de negro huía a través del desierto, y el pistolero iba en pos de el". La única diferencia es que, en esta ocasión, Roland posee el Cuerno del Eld, el cual en la encarnación anterior había dejado en el suelo luego de la Batalla de la Colina de Jericó. Roland escucha la voz de Gan, susurrando que, si alcanza la Torre de nuevo, quizás esta vez el resultado sea diferente; aún puede haber descanso.